# Beatrycze (królowa Holandii)
Beatrycze, właśc. Beatrix Wilhelmina Armgard van Oranje-Nassau, z rodu Oranje-Nassau (ur. 31 stycznia 1938 w Baarn) – królowa Niderlandów od 1980 do 2013. Tron po niej przejął jej syn Wilhelm-Aleksander, który jest pierwszym królem Holandii od 123 lat. Po abdykacji była królowa nosi ponownie tytuł Księżniczki Niderlandów.

## Życiorys
Córka Juliany, królowej Holandii i Bernharda, księcia Holandii i Lippe-Biesterfeld. Jej rodzicami chrzestnymi byli: król Belgów Leopold III Koburg, książę Meklemburgii Adolf Franciszek (1873–1969), wnuczka królowej Wiktorii Alicja, księżniczka Albany (1883–1981) oraz Allene de Kotzebue.
W czasie II wojny światowej udała się wraz z rodziną królewską na emigrację do Wielkiej Brytanii, a następnie do Kanady. Powróciła do Holandii w 1945. Studiowała w Lejdzie socjologię, prawo i historię, uzyskała tytuł doktora praw (1961). Od ukończenia 18. roku życia występowała oficjalnie jako następczyni tronu i członkini Rady Stanu. W 1969 złożyła pierwszą oficjalną wizytę zagraniczną w Stanach Zjednoczonych.
30 kwietnia 1980 zastąpiła na tronie swoją matkę Julianę. W porównaniu ze swoją matką była bardziej oficjalna w kontaktach z ludźmi. Od momentu wstąpienia na tron otaczała się profesjonalistami, którzy dbali o wizerunek rodziny królewskiej. Każda wypowiedź musiała zostać autoryzowana, a wystąpienie publiczne wcześniej uzgodnione. Jej rola w polityce była mocno ograniczona do funkcji reprezentacyjnych. Jako głowa państwa stała na czele rządu, co poniedziałek spotykała się z premierem, aby omówić najważniejsze sprawy. Konstytucja Holandii narzuca na monarchę obowiązek wyrażania jedynie poglądów politycznych rządu jako całości, nie zaś swoich prywatnych. Czasem jednak zdarza się, że opinia publiczna dowiadywała się o interwencji królowej w sprawy państwa. Królowa osobiście zabiegała o otwarcie ambasady w Jordanii, ponieważ utrzymywała osobiste kontakty z królem tego kraju.
W 2005 obchodzono srebrny jubileusz wstąpienia na tron. Z tej okazji 8 lutego Uniwersytet w Lejdzie przyznał królowej Honorowy Doktorat. Natomiast od 23 marca do 30 kwietnia odbyły się główne uroczystości jubileuszowe. W ich trakcie Królowa udzieliła wywiadu, odbył się również koncert. Co roku 30 kwietnia Holendrzy obchodzili Święto Królowej.
W 1973 odznaczona m.in. Orderem Słonia i w 1994 Orderem Orła Białego. Ponadto 22 marca 1982 w uznaniu dwusetnej rocznicy nawiązania stosunków dyplomatycznych i handlowych między rządami Stanów Zjednoczonych i Holandii, została uhonorowana Złotym Medalem Kongresu (Congressional Gold Medal) – jednym z najwyższych odznaczeń cywilnych w Stanach Zjednoczonych. Owdowiała w 2002.
28 stycznia 2013 królowa w swoim orędziu skierowanym do narodu ogłosiła swoją abdykację na rzecz syna, Wilhelma Aleksandra, do której doszło 30 kwietnia 2013.

### Małżeństwo
W 1965 Beatrycze (jeszcze jako księżniczka) zaręczyła się z niemieckim dyplomatą, pracującym w Ministerstwie Spraw Zagranicznych – baronem Clausem von Amsbergiem. 10 marca 1966 odbyła się ceremonia ślubna, w czasie której miały miejsce ogromne protesty w Amsterdamie. Książę Claus służył niegdyś w Hitlerjugend i Wehrmachcie, przez co kojarzono go z partią nazistowską. Do powozu ślubnego wrzucono bombę dymną, demonstrujący stoczyli bitwę z policją. Później książę Claus stał się najpopularniejszym członkiem rodziny królewskiej i kiedy zmarł, szczerze go opłakiwano.
Beatrycze i Claus są rodzicami trzech synów:
- Wilhelma Aleksandra (ur. 1967, kolejnego króla)
- Jana Friso (1968-2013)
- Konstantyna (ur. 1969)

## Genealogia
| Prapradziadkowie                                                 | król Holandii Wilhelm II Oranje-Nassau (1792-1849) ∞ 1816 Anna Pawłowna Romanowa (1795-1865)         | Jerzy Wiktor Waldeck-Pyrmont (1831–1893) ∞ 1853 Helena Wilhelmina Nassau (1831-1888)                 | Wielki Książę Paweł Fryderyk Mecklenburg-Schwerin (1800-1842) ∞ 1822 Aleksandra Hohenzollern (1803-1892)              | Adolf Schwarzburg-Rudolstadt (1801-1875) ∞ 1847 Matylda Schönburg-Waldenburg (1826-1914)                              | Juliusz Lippe (1812-1884) ∞ 1839 Adelajda Castell-Castell (1818-1900)                            | Leopold Wartensleben (1818-1846) ∞ 1841 Matylda Halbach (1822-1848)                              | Wolf Fryderyk Cramm (1819-1891) ∞ 1839 Jadwiga Cramm (1819-1891)                                 | Ernest Eberhard Sierstorpff-Driburg (1813-1855) ∞ 1844 Karoline Vincke (1822-1870)               |
| Pradziadkowie                                                    | król Holandii Wilhelm III Oranje-Nassau (1817-1890) ∞ 1839 Emma Waldeck-Pyrmont (1858-1934)          | król Holandii Wilhelm III Oranje-Nassau (1817-1890) ∞ 1839 Emma Waldeck-Pyrmont (1858-1934)          | Wielki Książę Fryderyk Franciszek II Mecklenburg-Schwerin (1823-1883) ∞ 1868 Maria Schwarzburg-Rudolstadt (1850-1922) | Wielki Książę Fryderyk Franciszek II Mecklenburg-Schwerin (1823-1883) ∞ 1868 Maria Schwarzburg-Rudolstadt (1850-1922) | Ernest Lippe-Biesterfeld (1842-1904) ∞ 1869 Karolina Wartensleben (1844-1905)                    | Ernest Lippe-Biesterfeld (1842-1904) ∞ 1869 Karolina Wartensleben (1844-1905)                    | Aschwin von Sierstorpff-Cramm (1846-1909) ∞ 1872 Hedwig von Sierstorpff (1848-1900)              | Aschwin von Sierstorpff-Cramm (1846-1909) ∞ 1872 Hedwig von Sierstorpff (1848-1900)              |
| Dziadkowie                                                       | królowa Holandii Wilhelmina Oranje-Nassau (1880-1962) ∞ 1901 Henryk Mecklenburg-Schwerin (1876-1934) | królowa Holandii Wilhelmina Oranje-Nassau (1880-1962) ∞ 1901 Henryk Mecklenburg-Schwerin (1876-1934) | królowa Holandii Wilhelmina Oranje-Nassau (1880-1962) ∞ 1901 Henryk Mecklenburg-Schwerin (1876-1934)                  | królowa Holandii Wilhelmina Oranje-Nassau (1880-1962) ∞ 1901 Henryk Mecklenburg-Schwerin (1876-1934)                  | Bernhard von Lippe (1872-1934) ∞ 1909 Armgard von Sierstorpff-Cramm (1883-1971)                  | Bernhard von Lippe (1872-1934) ∞ 1909 Armgard von Sierstorpff-Cramm (1883-1971)                  | Bernhard von Lippe (1872-1934) ∞ 1909 Armgard von Sierstorpff-Cramm (1883-1971)                  | Bernhard von Lippe (1872-1934) ∞ 1909 Armgard von Sierstorpff-Cramm (1883-1971)                  |
| Rodzice                                                          | królowa Holandii Juliana Oranje-Nassau (1909-2004) ∞ 1937 Bernhard Lippe-Biesterfeld (1911-2004)     | królowa Holandii Juliana Oranje-Nassau (1909-2004) ∞ 1937 Bernhard Lippe-Biesterfeld (1911-2004)     | królowa Holandii Juliana Oranje-Nassau (1909-2004) ∞ 1937 Bernhard Lippe-Biesterfeld (1911-2004)                      | królowa Holandii Juliana Oranje-Nassau (1909-2004) ∞ 1937 Bernhard Lippe-Biesterfeld (1911-2004)                      | królowa Holandii Juliana Oranje-Nassau (1909-2004) ∞ 1937 Bernhard Lippe-Biesterfeld (1911-2004) | królowa Holandii Juliana Oranje-Nassau (1909-2004) ∞ 1937 Bernhard Lippe-Biesterfeld (1911-2004) | królowa Holandii Juliana Oranje-Nassau (1909-2004) ∞ 1937 Bernhard Lippe-Biesterfeld (1911-2004) | królowa Holandii Juliana Oranje-Nassau (1909-2004) ∞ 1937 Bernhard Lippe-Biesterfeld (1911-2004) |
| Beatrycze Oranje-Nassau (ur. 31 stycznia 1938), królowa Holandii | | | | |                                                                                                  |                                                                                                  |                                                                                                  |                                                                                                  |